# István Dobi
Itsván Dobi (Szöny, 31 de dezembro de 1898 - 24 de novembro de 1968) foi um político húngaro. Foi presidente do seu país de 1952 até 1967 e foi membro do Partido dos Pequenos Proprietários, participou em 1942 na formação da Frente Nacional.
Nomeado primeiro-ministro (1948-1952), foi eleito presidente do Presidium (1952, 1957 e 1963). Ingressou no partido Comunista em 1959. Em 1962 foi-lhe atribuído o Prêmio Lênin da Paz.